# متحف جبران
متحف جبران الذي أُقيم في (دير مار سركيس) في بلدة بشري هو متحف مخصص للتعريف بالفيلسوف والرسام والشاعر والكاتب اللبناني جبران خليل جبران. تأسس عام 1935 ويحتوي على 440 لوحة ورسومات ومخطوطات أصلية له. كما يحتوي على أدوات محرفه الذي استعمله خلال حياته في نيويورك. في عام 1926، أثناء وجوده في نيويورك، قرر جبران شراء الدير لاستخدامه كمكان لتقاعده، وكذلك الكهف كمكان لدفنه النهائي. بناءً على طلبه، اشترت شقيقته ماريانا كل من الدير والكهف. في 22 أغسطس 1931، وصلت رفات جبران إلى بشري. لم يحدث تحويل الدير الجديد إلى متحف حتى عام 1975، عندما قامت اللجنة الوطنية لجبران بترميم الدير وبناء جناح جديد في الجانب الشرقي. تم ربط طوابق المتحف من خلال سلم داخلي لإنشاء مساحة متناغمة يتم فيها عرض أعمال جبران. في عام 1995، تم توسيع المتحف بشكل أكبر وتزويده بمعدات حديثة تمكّنه من عرض المجموعة الكاملة من مخطوطات جبران ورسومه ولوحاته.
تم تنفيذ مخطط للموقع بأكمله بما في ذلك التمديدات ومواقف السيارات وطريق الوصول في صيف عام 2003 بهدف الحفاظ على هذا الجزء من التراث اللبناني المصبوب في موقع ثقافي وسياحي متميز.

## الصور

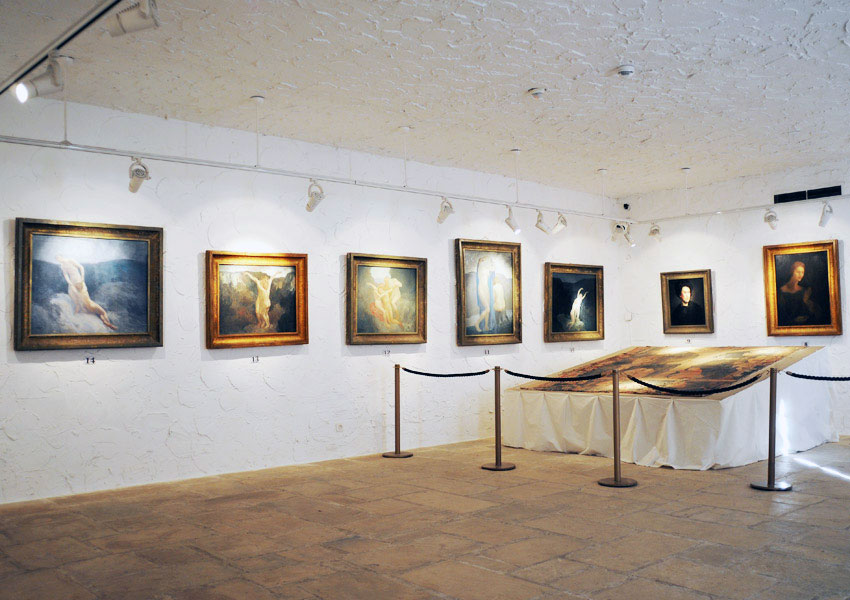
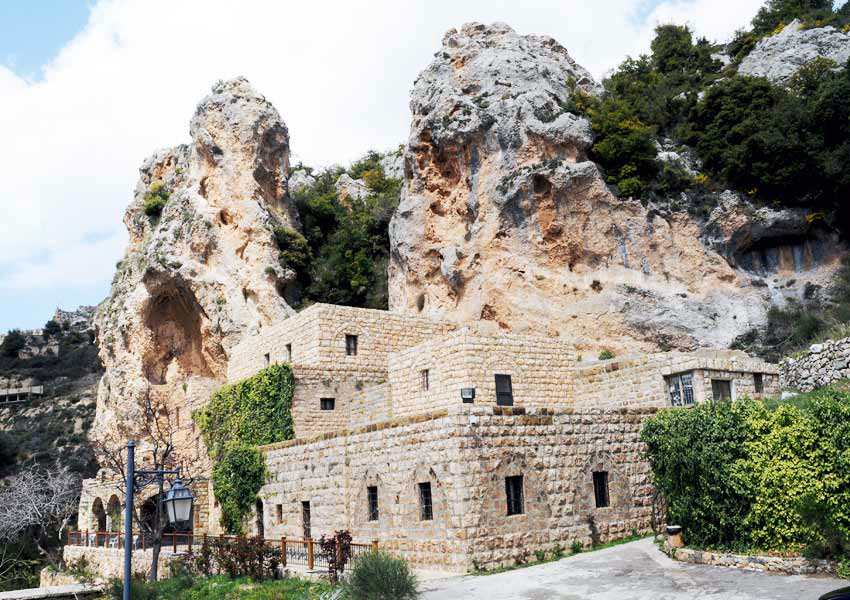
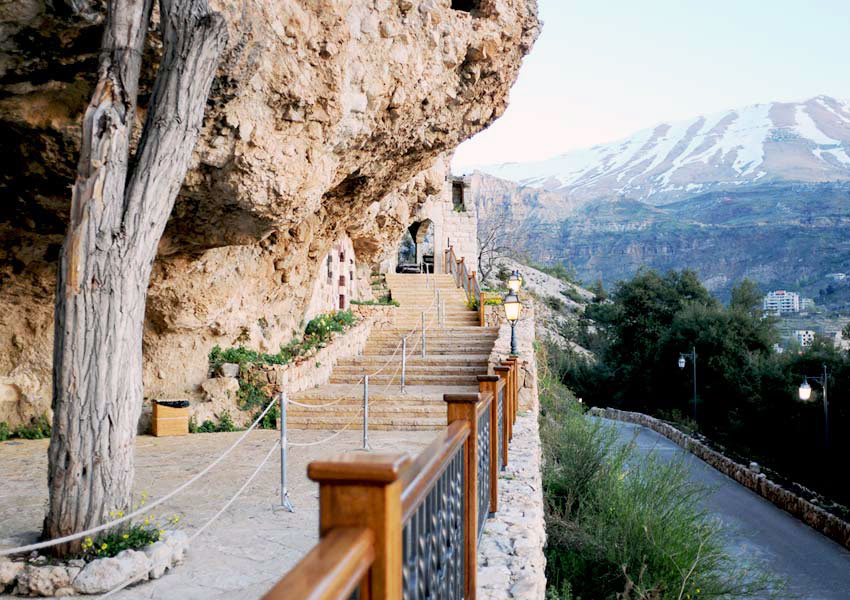